# Pan Bouyoucas
Pan Bouyoucas, né au Liban le 16 août 1946, est un romancier et dramaturge canadien (québécois) d'origine grecque dont les œuvres ont été traduites en plusieurs langues. Il habite Montréal depuis 1963.

## Biographie
Après des études en architecture et en cinéma, il travaille comme critique, journaliste et traducteur, avant de se consacrer au roman et au théâtre.
D’après Kathleen Kellett de l’Université Ryerson et Kirsty Bell de l’université Mount Allison, l’œuvre de Pan Bouyoucas est définie par la pluralité et la diversité :  « Diversité culturelle d’abord, puisque l’auteur lui-même est né au Liban et que certains de ses récits évoquent les origines grecques de ses parents. Diversité linguistique ensuite, puisque Bouyoucas est à la fois traducteur et romancier qui publie en français et parfois en anglais. Pluralité littéraire enfin, puisque l’œuvre de Bouyoucas compte des romans, des récits, des nouvelles et des pièces de théâtre, et que l’auteur explore de nombreux sous-genres, du réalisme magique au roman policier. Depuis sa première publication, Le dernier souffle (1975) à sa plus récente Ce matin sur le toit de l’arc-en-ciel (2017), sa production se prête à des analyses portant sur des sujets d’une grande pertinence contemporaine : l’interculturel, la critique sociopolitique, les enjeux de la langue et de la traduction, le jeu avec les genres littéraires, la dynamique familiale, le réalisme magique et la question des origines, entre autres. L’œuvre de Bouyoucas voyage entre le Québec et la Grèce mais porte toujours sur le défi de sonder les enjeux du monde contemporain. »

## Œuvres

### Romans, contes et nouvelles
- Le Dernier Souffle, Montréal, Éditions du Jour, 1975
- Une bataille d'Amérique, Montréal, Éditions Quinze, 1976
- L'humoriste et l’assassin, Montréal, Libre Expression, 1996. Réédition au Club Québec-Loisirs, 1997
- La Vengeance d'un père, Montréal, Libre Expression, 1997.  Réédition aux Allusifs/Nomades, 2016
- Docteur Loukoum, Montréal, Éditions Trait d'union, 2000
- L'autre, Les Allusifs, 2001
- Thésée et le Minotaure, Éditions Les 400 coups, 2003
- Anna Pourquoi, Les Allusifs, 2004
- L’homme qui voulait boire la mer, Les Allusifs, 2005
- Portrait d'un mari avec les cendres de sa femme, Les Allusifs, 2010
- Cocorico, Éditions XYZ, 2011[2]
- Le Tatouage, Éditions XYZ, 2012
- Ari et la reine de l'orge, Les Allusifs, 2014
- Le mauvais œil, Les Allusifs, 2015[3]
- Ce matin, sur le toit de l'Arc-en-ciel, Les Allusifs, 2017

### Théâtre
- Le Pourboire, 1983
- Kill the Music, 1986
- From the Main to Mainstreet (Divided We Stand), 1988
- Nocturne, Dramaturges Éditeurs, 1998
- Le Cerf-volant, Éditions Trait-d'union, 2000
- Hypatie, Dramaturges Éditeurs, 2005
- Lionel, Dramaturges Éditeurs, 2011
- Un petit mensonge innocent, Centre des auteurs dramatiques (CEAD), 2021
- Trois flics sur un toit,  Dramaturges Éditeurs, 2022
- Le meilleur quartier du monde, Centre des auteurs dramatiques (CEAD), 2022
- Le redresseur de torts, Centre des auteurs dramatiques (CEAD), 2024

### Honneurs
- 1983 - Premier prix, Concours Radiophonique de Radio-Canada pour Le Pourboire
- 1984 - Deuxième prix, Concours de la Communauté radiophonique des programmes de langue française pour Le Pourboire
- 1986 - Screener’s Award, Quebec Drama Festival pour Kill the Music
- 1994 - Finaliste au Prix TNM du théâtre épique et au Herman Voaden National Playwriting Award pour Lionel
- 1997 - Finaliste au Prix Ringuet de l’Académie des lettres du Québec pour La Vengeance d'un père
- 1997 - Lauréat des Journées d’auteurs, Théâtre des Célestins, Lyon pour Hypatie
- 2001 - Finaliste aux Prix littéraires du Gouverneur général pour L'Autre
- 2001 - Finaliste au Prix Marcel-Couture du Salon du Livre de Montréal pour L'Autre
- 2002 - Quebec Writers' Federation Prize for translation pour Ombre de Maggie (Jackrabbit Moon) de Sheila McLeod Arnopoulos
- 2005 - Prix littéraire des collégiens pour Anna Pourquoi
- 2005 - Finaliste aux Prix littéraires du Gouverneur général pour L'homme qui voulait boire la mer
- 2005 - Les Fnac nomment L'homme qui voulait boire la mer un des meilleurs romans de l'année
- 2012 - Finaliste au ReLit Award pour Le Tatouage
- 2025 - Nommé Grand Concordien pour l'ensemble de sa carrière

### Sources
- Infocentre des écrivains québécois
- (en) Transatlantic Literary Agency page for Pan Bouyoucas
- (en) Author page at Cormorant Books
- (en) Author profiles and book reviews from Quill & Quire